# Alexandru Mațiura
Alexandru Mațiura (n. 24 octombrie 1954, Edineț) este un antrenor de fotbal și fost fotbalist din Republica Moldova. În prezent el activează în calitate de antrenor secund la clubul rus FC Rostov.
În perioada 1999–2001 el a antrenat echipa națională de fotbal a Republicii Moldova.
Alexandru Mațiura este antrenor emerit al Republicii Moldova și a fost distins cu ordinul Meritul Civic.
El are un fiu, Andrei Mațiura, care de asemenea a fost fotbalist (convocat la națională), iar acum – antrenor. Fratele lui Alexandru Mațiura, Serghei Mațiura, de asemenea a fost fotbalist, iar în prezent este arbitru de fotbal în campionatul Rusiei.

## Palmares
- Antrenorul anului în Republica Moldova (1): 2004